# Theodora Konecny
Theodora Konecny (* 24. Dezember 1924 in Angern an der March; † 20. Jänner 1998 in Wien) war eine österreichische Politikerin der Sozialistischen Partei Österreichs (SPÖ).

## Ausbildung und Beruf
Nach dem Pflichtschul-Besuch ging sie in eine Höhere Lehranstalt für gewerbliche Frauenberufe und absolvierte das Staatsexamen an der Bildungsanstalt für Kindergärtnerinnen. Danach arbeitete sie als Kindergärtnerin und später als Kindergarteninspektorin.

## Politische Funktionen
- 1960–1968 und ab 1980: Mitglied des Gemeinderates der Marktgemeinde Angern an der March
- 1980: Bundesobmann-Stellvertreterin der Fachgruppe für Kindergärtner, Hort- und Heimerzieher
- 1986: Bezirksfrauenvorsitzende des Kontrollausschusses der SPÖ Niederösterreich

Sie war auch
- Bezirksobmann-Stellvertreterin des Kontrollausschusses der SPÖ Niederösterreich
- Obmann-Stellvertreterin des Kontrollausschusses der SPÖ Niederösterreich
- Vorsitzende der Kindergärtnerinnen im Rahmen des Sozialistischen Lehrervereines Österreichs für Niederösterreich
- Obmann-Stellvertreterin der Kinderfreundeorganisation Angern an der March
- Präsidentin des niederösterreichischen Landessozialvereins „Volkshilfe“
- Mitglied der Vollzugskommission beim Landesgericht für Strafsachen Wien

## Politische Mandate
- 19. Mai 1983 bis 20. Februar 1991: Mitglied des Bundesrates (XVI., XVII. und XVIII. Gesetzgebungsperiode), SPÖ